# Peugeot BB1
Peugeot BB1 é um carro conceito 100% elétrico, apresentado pela Peugeot em setembro de 2009, no Frankfurt Motor Show. Ele possui dois motores incorporados as rodas traseiras que foram desenvolvidos em parceria com a Michelin, cada um com potência de 7.5 kW (10 cavalos) e um torque de 320 N⋅m (236 lbf⋅pé).
Nos testes, o veículo acelerava de 0 a 30 km/h em 2.8 segundos, chegando a 60 km/h em mais 4 segundos após atingir 30 km/h. As duas baterias de ion de lítio garantiram cerca de 120 km de autonomia.
O carro dispõe de 4 lugares, e seu comprimento é de 2,5 metros e 1,6 metros de largura.